# Першинская (Коношский район)
Першинская — деревня в Коношском районе Архангельской области. Входит в состав Тавреньгского сельского поселения.

## География
Находится в юго-западной части Архангельской области на расстоянии приблизительно 31 км на восток-юго-восток по прямой от административного центра района поселка Коноша на левом берегу реки Вель.

## История
В 1859 году здесь (деревня Вельского уезда Вологодской губернии) было учтено 13 дворов.

## Население
Численность населения: 99 человек (1859 год), 40 (русские 97 %) в 2002 году, 29 в 2010.